# Ẵ
Ẵ, ẵ – litera rozszerzonego alfabetu łacińskiego, powstała poprzez połączenie litery A z brewisem i tyldą. Wykorzystywana jest w języku wietnamskim. Oznacza dźwięk [a˧˥ˀ], tj. samogłoskę otwartą przednią niezaokrągloną wymawianą z tonem ngã (wznoszącym się, glottalizowanym).

## Kodowanie
| Znak                   | Ẵ                                           | Ẵ                                           | ẵ                                         | ẵ                                         |
| ---------------------- | ------------------------------------------- | ------------------------------------------- | ----------------------------------------- | ----------------------------------------- |
| Nazwa w Unikodzie      | Latin Capital Letter a with Breve and Tilde | Latin Capital Letter a with Breve and Tilde | Latin small Letter a with Breve and Tilde | Latin small Letter a with Breve and Tilde |
| Kodowanie              | dziesiątkowo                                | szesnastkowo                                | dziesiątkowo                              | szesnastkowo                              |
| Unicode                | 7860                                        | U+1EB4                                      | 7861                                      | U+1EB5                                    |
| UTF-8                  | 225 186 180                                 | e1 ba b4                                    | 225 186 181                               | e1 ba b5                                  |
| Odwołania znakowe SGML | &#7860;                                     | &#x1EB4;                                    | &#7861;                                   | &#x1EB5;                                  |